# Alicenula furcabdominis
Alicenula furcabdominis är en kräftdjursart som först beskrevs av Dietmar Keyser 1975.  Alicenula furcabdominis ingår i släktet Alicenula och familjen Darwinulidae. Inga underarter finns listade i Catalogue of Life.